# Граф Селкирк

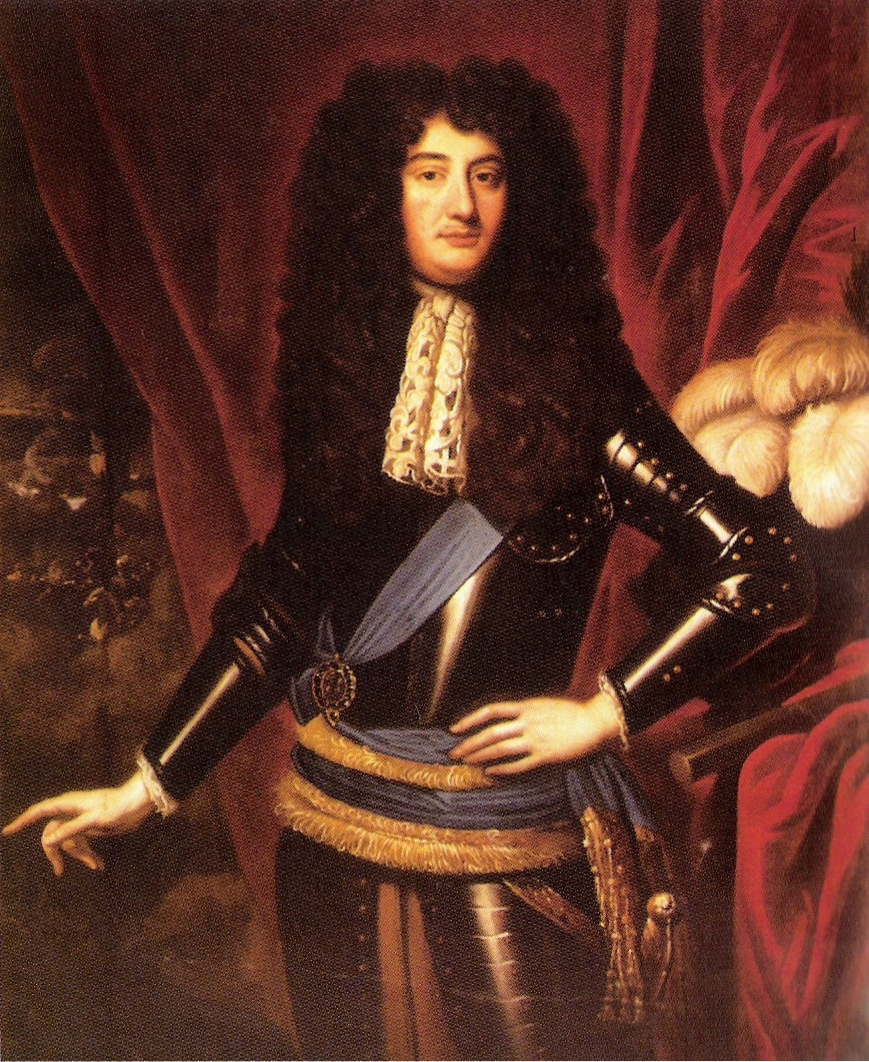
Уильям Дуглас-Гамильтон, 1-й граф Селкирк, де-юре 3-й герцог Гамильтон

Граф Селкирк (англ. Earl of Selkirk) — наследственный титул в системе пэрства Шотландии.

## История
Титул графа Селкирка был создан 4 августа 1646 года для лорда Уильяма Дугласа (1634—1694), третьего сына Уильяма Дугласа, 1-го маркиза Дугласа (1589—1660). 29 апреля 1656 года он женился на Энн Гамильтон, 3-й герцогине Гамильтон (1631—1716), а в 1660 году официально изменил свою фамилию на «Гамильтон» и получил титул герцога Гамильтона по ходатайству своей жены.
6 октября 1688 года Уильям Гальмитон, 1-й герцог Гамильтон, отказался от титулов графа Селикирка и лорда Даэра в пользу своего третьего сына — лорда Чарльза Гамильтона (1663—1739), — который стал 2-м графом Селкирком и изменил свою фамилию на «Дуглас».
После смерти бездетного 2-го графа Селкирка в 1739 году титул унаследовал его младший брат — Джон Гамильтон, 1-й граф Раглен (1664—1744), — ставший 3-м графом Селкирком. Его сын и наследник, капитан Уильям Гамильтон, лорд Даэр (1696—1741), скончался при жизни отца. В 1744 году графство Раглена получила его старшая дочь Энн Дуглас, графиня Марч (1698—1748). Ей наследовал в 1748 году её сын Уильям Дуглас, 3-й граф Марч (1725—1810), позднее ставший 4-м герцогом Куинсберри.
Титул графа Селкирка и его вспомогательные титулы в 1744 году унаследовал Данбар Гамильтон (1722—1799), внук лорда Бэзила Гамильтона, шестого сына 1-го графа Селкирка. Он, как 4-й граф Селкирк, изменил свою фамилию на «Дуглас». После его смерти в 1799 году графский титул получил его единственный выживший сын — Томас Дуглас, лорд Даэр (1771—1820), — ставший 5-м графом Селкирком. Его преемником в 1820 году стал его единственный сын — Данбар Джеймс Дуглас, 6-й граф Селкирк (1809—1885).
После смерти в 1885 году бездетного 6-го графа Селкирка графский титул перешёл к его дальнему родственнику (пятиюродному племяннику: потомку 1-го графа по линии его старшего сына — 4-го герцога Гамильтона) — Чарльзу Джорджу Гамильтону, 7-му графу Селкирку (1847—1886), младшему брату 12-го герцога Гамильтона. Он скончался бездетным в 1886 год]]у (женой его была русская дворянка Суханова-Подколзина Евдокия Гавриловна (1846—1887)), и титул унаследовал его старший брат, Уильям, 12-й герцог Гамильтон (1845—1895). У него не было сыновей, и графский титул в 1895 году перешёл к его дальнему кузену — Альфреду Дугласу-Гамильтону (1862—1940), ставшему 13-м герцогом Гамильтоном и 9-м графом Селкирком.
В 1940 году после его смерти герцогский титул унаследовал его старший сын, Дуглас Дуглас-Гамильтон, маркиз Клайдсдейл (1903—1973), ставший 14-м герцогом Гамильтоном, а титул графа Селкирка получил его второй сын — лорд Джордж Дуглас-Гамильтон, 10-й граф Селкирк (1906—1994).
В 1994 году после смерти бездетного 10-го графа Селкирка титулы унаследовал его племянник — лорд Джеймс Дуглас-Гамильтон, 11-й граф Селкирк (1942—2023), второй сын 14-го герцога Гамильтона и младший брат Ангуса Дугласа-Гамильтона, 15-го герцога Гамильтона. Эта преемственность была оспорена Аласдером Дугласом-Гамильтоном (род. 1939), старшим сыном лорда Малкольма Дугласа Гамильтона (1909—1964), другого брата 10-го графа Селкирка.
На момент принятия графского титула Джеймс Гамильтон являлся депутатом Палаты общин Великобритании от Западного Эдинбурга (1974—1997). Он отказался от пэрского титула, чтобы сохранить место в Палате общин. Позднее он стал членом Палаты лордов (пожизненный пэр с титулом барон Селкирк из Дугласа) и являлся депутатом шотландского парламента. После смерти Джеймса Дугласа-Гамильтона в 2023 году титул унаследовал его старший сын Джон Эндрю Дуглас-Гамильтон, 12-й граф Селкирк.

## Графы Селкирк (1646)
- 1646—1688: Уильям Дуглас-Гамильтон, 1-й граф Селкирк, де-юре 3-й герцог Гамильтон (24 декабря 1634 — 18 апреля 1694), старший сын Уильяма Дугласа, 11-го графа Ангуса от второго брака с Мэри Гордон (1600—1674)
- 1688—1739: Чарльз Дуглас, 2-й граф Селкирк (3 февраля 1663 — 13 марта 1739), третий сын предыдущего
- 1739—1744: Джон Гамильтон, 3-й граф Селкирк (январь 1664 — 3 декабря 1744), младший брат предыдущего
- 1744—1799: Данбар Дуглас, 4-й граф Селкирк (1 декабря 1722 — 26 марта 1799), сын Бэзила Гамильтона (1696—1742), внук достопочтенного Бэзила Гамильтона (1671—1701), правнук 1-го графа Селкирка
- 1799—1820: Томас Дуглас, 5-й граф Селкирк (20 июня 1771 — 8 апреля 1820), седьмой сын предыдущего
- 1820—1885: Данбар Дуглас, 6-й граф Селкирк (22 апреля 1809 — 11 апреля 1885), единственный сын предыдущего
- 1885—1886: Чарльз Джордж Гамильтон, 7-й граф Селкирк (18 мая 1847 — 2 мая 1886), второй сын 11-го герцога Гамильтона, младший брат 12-го герцога Гамильтона, пятиюродный племянник предыдущего
- 1886—1895: Уильям Александр Луи Стивен Дуглас-Гамильтон, 12-й герцог Гамильтон, 8-й граф Селкирк (12 марта 1845 — 16 мая 1895), старший брат предыдущего
- 1895—1940: Альфред Дуглас Дуглас-Гамильтон, 13-й герцог Гамильтон, 9-й граф Селкирк (6 марта 1862 — 16 марта 1940), сын капитана Чарльза Генри Дугласа-Гамильтона (1808—1873) и Элизабет Энн Хилл (1828—1867), пятиюродный брат предыдущего.
- 1940—1994: Джордж Найджел Дуглас-Гамильтон, 10-й граф Селкирк (4 января 1906 — 24 ноября 1994), второй сын Альфреда Дугласа-Гамильтона, 13-го герцога Гамильтона, и Нины Бениты Пур, дочери майора Роберта Пура, младший брат 14-го герцога Гамильтона
- 1994—2023: Джеймс Александр Дуглас-Гамильтон, 11-й граф Селкирк (31 июля 1942 — 28 ноября 2023), второй сын Дугласа Дугласа-Гамильтона (1903—1973), 14-го герцога Гамильтона (1940—1973), и Элизабет Иви Перси (1916—2008), младший брат 15-го герцога Гамильтона
- 2023 — н. в. Джон Эндрю Дуглас-Гамильтон, 12-й граф Селкирк[вд] (род. 8 февраля 1978), старший сын предыдущего.